# Rautatalo
L'Immeuble du fer (en finnois : Rautatalo) est un immeuble du quartier de Kluuvi à Helsinki en Finlande.

## Histoire
L'immeuble a été construit pour les confédérations de la métallurgie d'où son nom est tiré.